# Confédération de Radom

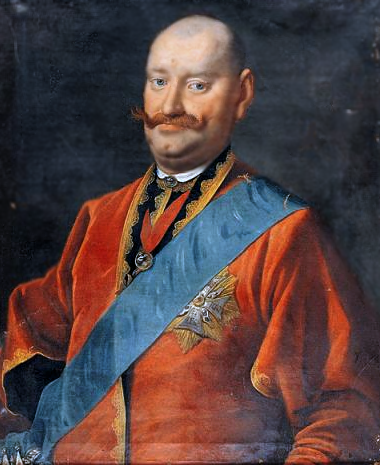
Portrait de Karol Stanisław "Panie Kochanku" Radziwiłł (1734-1790), l'un des dirigeants de la confédération de Radom

La confédération de Radom (en polonais : Konfederacja radomska, en lituanien : Radomo konfederacija) est une alliance de nobles catholiques de la république des Deux Nations, formée à Radom le 23 juin 1767, dans le but de s'opposer aux réformes du roi Stanislas II, considérées comme des menaces à la Liberté dorée. 

## Contexte: les débuts du règne de Stanislas II
Stanislas II Auguste (jusqu'à son élection : Stanislas Antoine Poniatowski, 1732-1798) est élu en 1764, avec le soutien de la Russie, plus particulièrement de Catherine II, qui en 1763, au moment de la disparition du roi Auguste III, a envoyé à Varsovie un ambassadeur chargé de soutenir sa candidature : Nicolas Repnine.

### Les problèmes politiques
Les diètes de 1764 et de 1766 ont été marquées par des tentatives de réformes du système de gouvernement de la République afin de le rendre plus fort, menées à la fois par le roi et le parti de la Familia, dirigé par la famille Czartoryski, qui heurtent ainsi la politique de leur protecteur russe.
Ces réformes sont en effet perçues comme inopportunes par les voisins de la Pologne, en premier lieu la Russie, mais aussi la Prusse et l'Autriche, qui veulent continuer d'avoir affaire à un État faible, comme il l'est depuis la fin du XVIIe siècle. Elles sont aussi considérées comme inacceptables par un nombre assez élevé de nobles polonais ou lituaniens, attachés à des privilèges auxquels ils donnent le nom de « Liberté dorée ». 
Tout cela engendre des tensions impliquant le roi, l'ambassadeur de Russie, les partisans des réformes et les opposants polonais à ces réformes.

### Les problèmes religieux
Un autre point de friction concerne le statut des non-catholiques dans la république des Deux Nations, fortement réduit par des diètes du début du siècle (1717, 1736) : Catherine II et Frédéric II se posent en protecteurs de leurs coreligionnaires respectifs, selon eux persécutés par les catholiques les plus intransigeants.

### Les confédérations de 1767
Deux confédérations religieuses se forment en 1767, celle, protestante, de Toruń (Grande-Pologne) et celle, protestante et orthodoxe, de Sloutsk (grand-duché de Lituanie), toutes deux proclamées le 20 mars 1767 et soutenues par Nicolas Repnine. 
Puis est formée, toujours avec le soutien de Repnine, une ligue des opposants catholiques aux réformes de Stanislas II : la confédération de Radom.

## Historique de la confédération

### Formation
La formation de la confédération a lieu sous la protection de troupes russes commandées par Vassili Karr. La confédération est renouvelée le 3 août et durera jusqu'au 15 décembre 1767.
Le maréchal (président du conseil directeur) de la confédération est Charles Stanislas Radziwiłł, et le maréchal de Lituanie, Stanislas Brzostowski. Gabriel Jan Podoski (en), primat de Pologne compte également parmi les dirigeants du mouvement, dont le véritable chef est en réalité l'ambassadeur de Russie Nicolas Repnine. 

### Action politique
La confédération reçoit le soutien de 74 000 nobles.
Sur son insistance, les confédérés se réconcilient avec Stanislas II tout en adressant à la tsarine Catherine II une lettre demandant à la Russie de « protéger les libertés » de la république des Deux Nations.

### La convocation d'une diète extraordinaire
Dans cette conjoncture, il est décidé de convoquer pour le 5 octobre 1767 une diète extraordinaire, qui sera d'ailleurs tenue avec le statut particulier de diète confédérée, connue ultérieurement sous le nom de diète de Repnine.
Les élections à la Chambre des députés (Izba poselska) ont lieu sous le contrôle de l'armée russe, ce que la confédération de Radom approuve comme « utile à la Nation » (c'est-à-dire à la noblesse). Repnine veut assurer un soutien aux désiderata de la Russie : traité russo-polonais ; égalité de traitement des non-catholiques ; rétablissement des institutions traditionnelles (notamment le liberum veto).

## Suites
La diète extraordinaire de 1767-1768, dite « diète de Repnine », adopte les mesures souhaitées par la Russie et par la confédération.
Le contrôle de la Russie sur la république des Deux Nations en sort considérablement renforcé et une suite presque immédiate est le soulèvement de la confédération de Bar quelques semaines après la fin de la diète de Repnine. 